# Brassica oleracea var. italica
Brassica oleracea var. italica, el brócoli, brécol o bróquil del italiano broccoli (brote), es una planta de la familia de las brasicáceas. Existen otras variedades de la misma especie, tales como: repollo (B. o. capitata), la coliflor (B. o. botrytis), el colinabo (B. o. gongylodes) y la col de Bruselas (B. o. gemmifera). El llamado brócoli chino o kai-lan (B. o. alboglabra) es también una variedad de Brassica oleracea.

## Descripción
Esta verdura posee abundantes cabezas florales ("flores") carnosas comestibles de color verde, dispuestas en forma de árbol, sobre ramas que nacen de un grueso tallo; la gran masa de cabezuelas está rodeada de hojas. 
Es muy parecido a  otra variedad botánica de la especie coliflor, pero es de color verde.

## Gastronomía
Puede consumirse hervido, al vapor, crudo y de muchas otras maneras, tanto como plato principal como guarnición. Una de las muchas formas de cocinarlo es cociéndolo con patatas cortadas en trozos y condimentado con pimentón, ajo en polvo y aceite de oliva.

## Nutrición

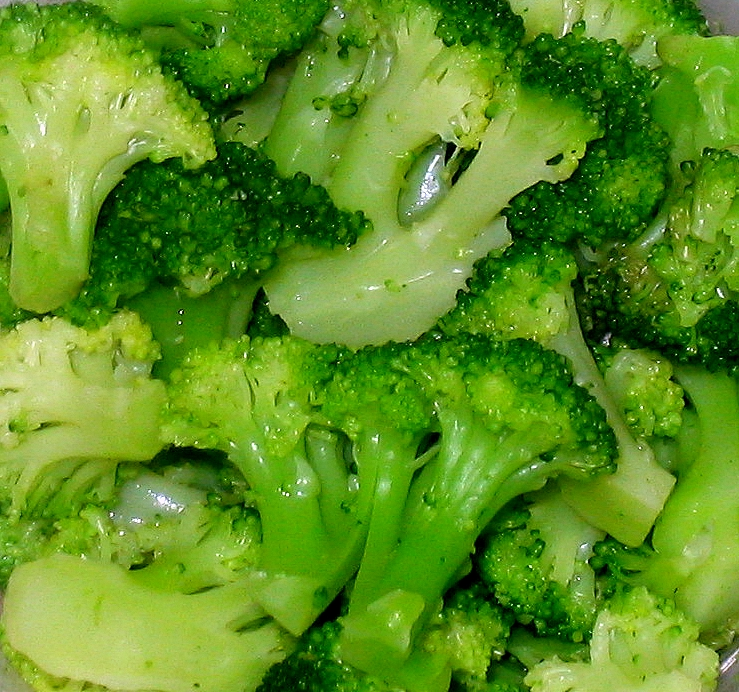
Brócoli, cocinado al vapor.

El brócoli tiene un alto contenido en vitamina C y fibra alimentaria; también contiene pequeñas cantidades de selenio. Una sola ración proporciona más de 30 mg de vitamina C, y media taza proporciona 52 mg.
El brócoli tiene los niveles más altos de carotenoides en el género Brassica. Es particularmente rico en luteína y también proporciona una modesta cantidad de beta-caroteno.
Hay estudios que revelan que un elevado consumo de brócoli puede reducir el riesgo de cáncer de próstata agresivo. El consumo de brócoli también puede ayudar a prevenir enfermedades cardiacas.

## Variedades
Existen tres variedad de brócoli cultivadas habitualmente. La más común es el brócoli de Calabria (a menudo conocida simplemente como “brócoli”), llamada así por la región de Calabria, en Italia. Posee grandes cabezas verdes (de 10 a 20 cm) y tallos gruesos. Se trata de un cultivo anual de estación fría. Los brotes de brócoli tienen un mayor número de cabezas, con muchos tallos delgados. Por último, la coliflor púrpura es un tipo de brócoli común en el sur de Italia, en España y en el Reino Unido. Tiene una cabeza con forma de coliflor, pero compuesta de diminutos capullos de flor. En ocasiones presenta un tono púrpura en la punta de los capullos de las flores.[cita requerida]
Otros grupos cultivables de Brassica oleracea incluyen la berza (Brassica oleracea var. viridis), la coliflor (Brassica oleracea var. botrytis), el romanesco, la col rizada (Brassica oleracea convar. acephala var. sabellica), el repollo (Brassica oleracea var. capitata), la col de meollo (Brassica oleracea var. medullosa), el colirrábano (Brassica oleracea gongyloides) y las coles de Bruselas (Brassica oleracea var. gemmifera). El brócoli chino también es un grupo cultivable de Brassica oleracea.
El grelo, a veces llamado brócoli rabe, entre otros nombres, forma cabezas similares, pero más pequeñas, y es en realidad un tipo de nabo (Brassica campestris). 
El brocolini es un cruce entre brócoli (Brassica oleracea var. italica)  y una variedad del kai-lan o brócoli chino (Brassica oleracea var. alboglabra). Se obtuvo en Japón en 1993 por hibridación natural. Comercialmente se conoce como Tenderstem en el Reino Unido, debido a su tierno tallo (tender stem), y como Broccolini en Estados Unidos. Bimi es una marca comercial que se refiere a esta hortaliza.

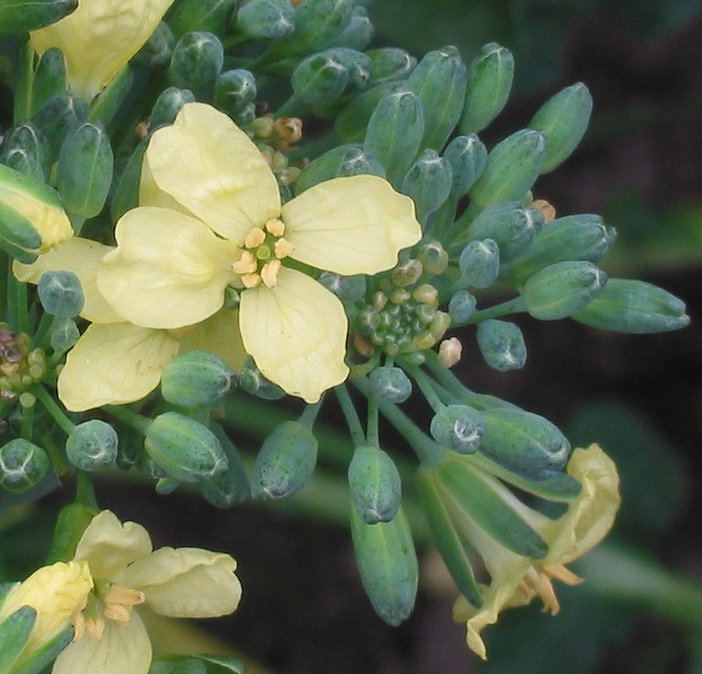
Flores de brócoli
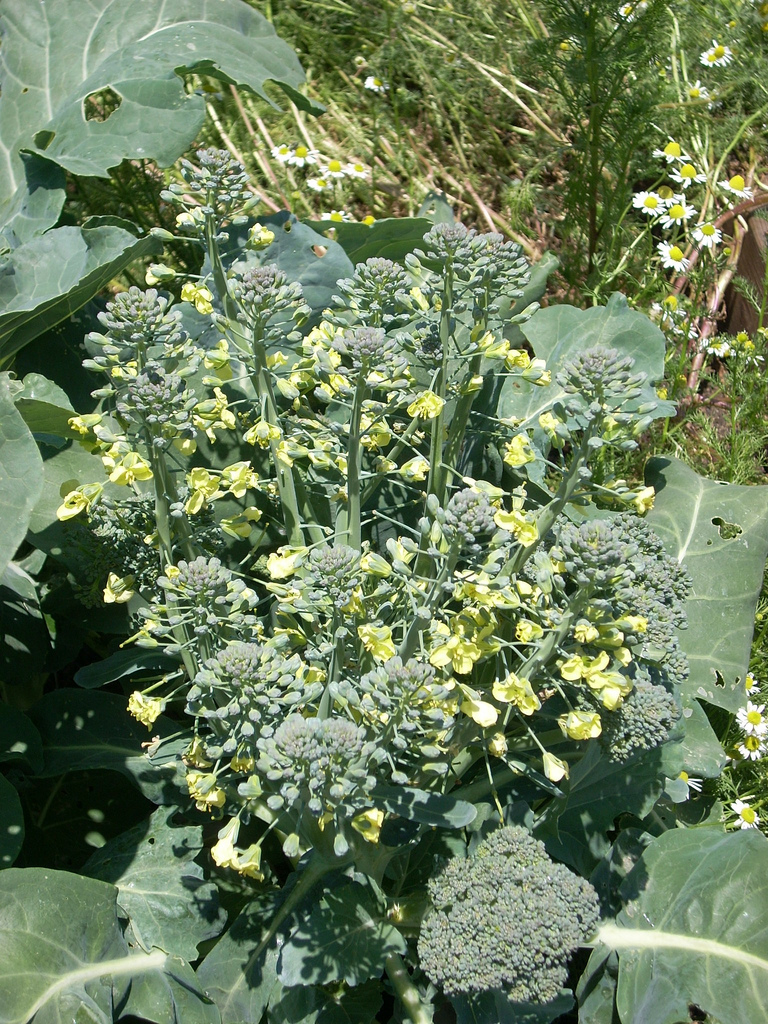
Brócoli en plena floración
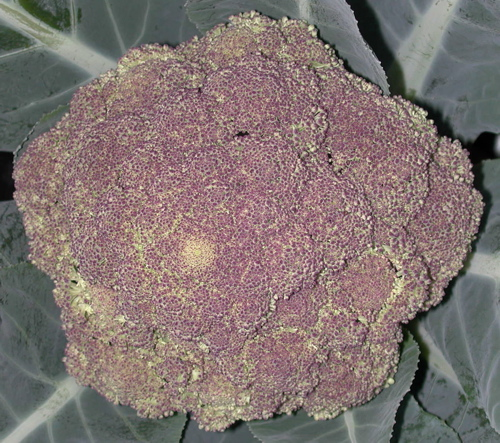
Brócoli morado de Sicilia
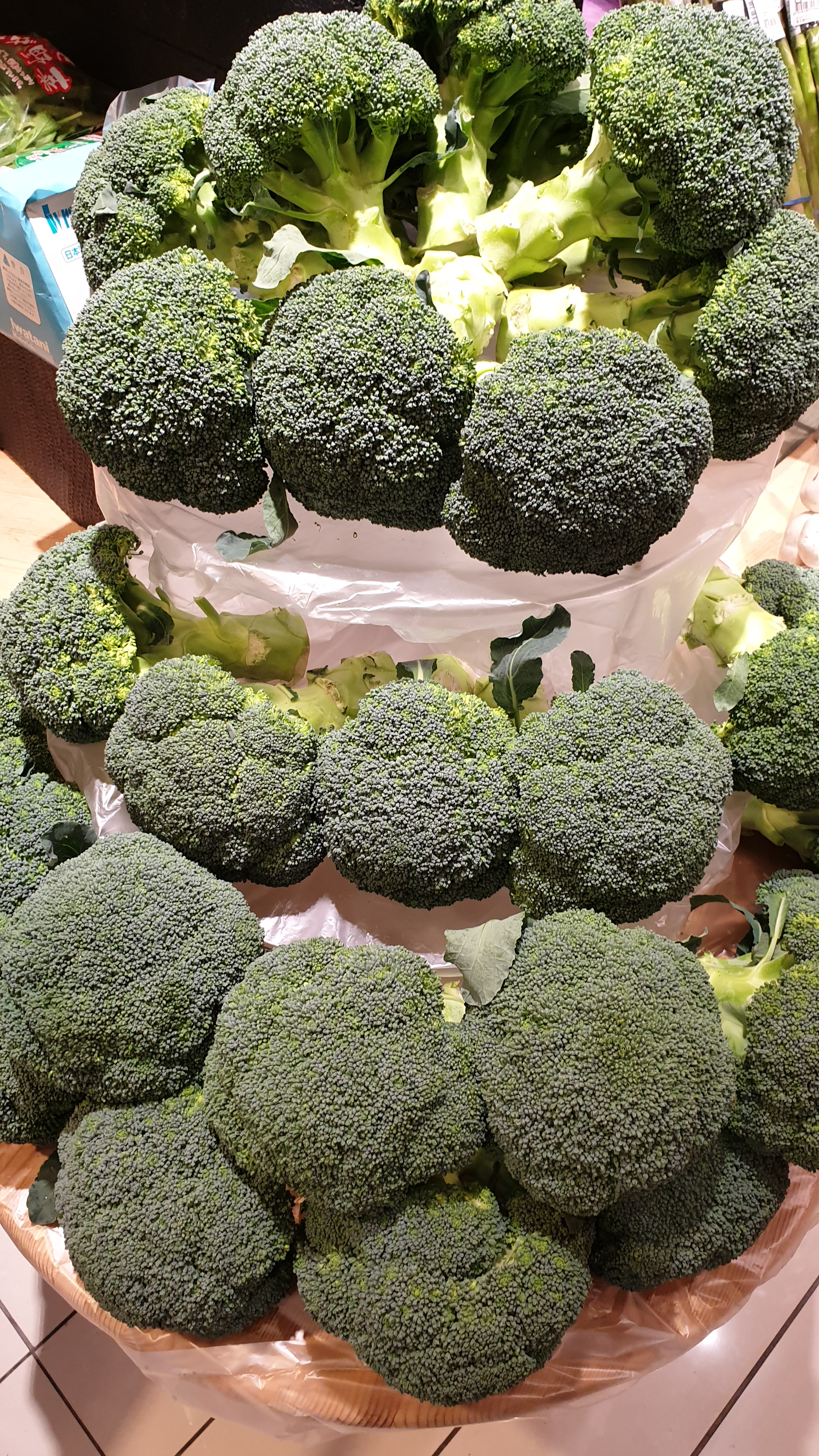
Brócoli a la venta en un supermercado
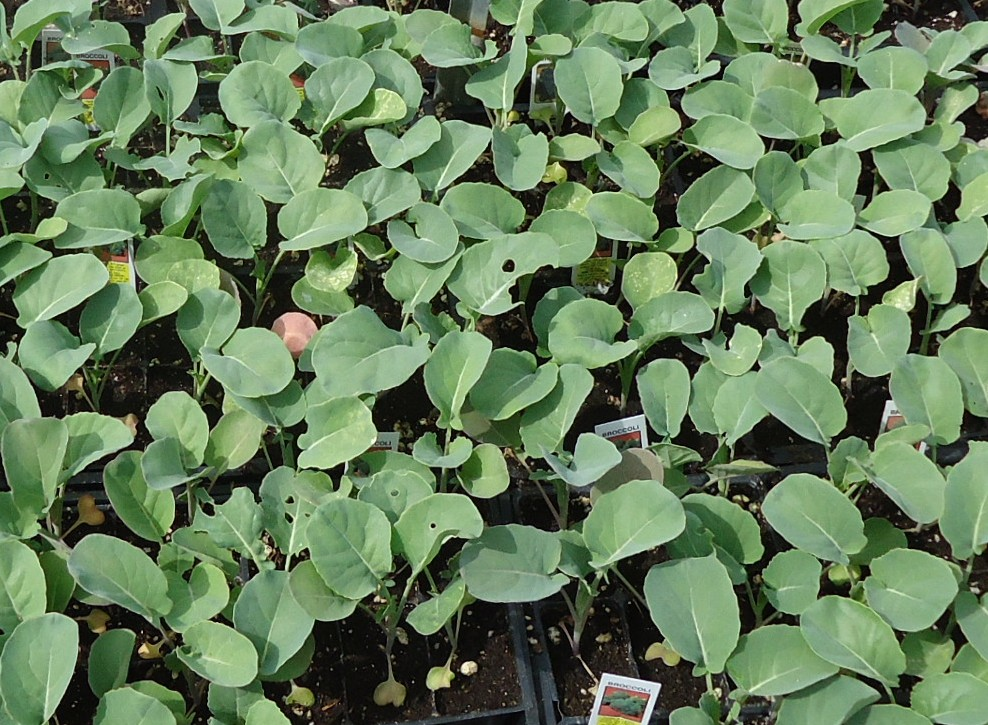
Plántulas en un vivero

## Producción

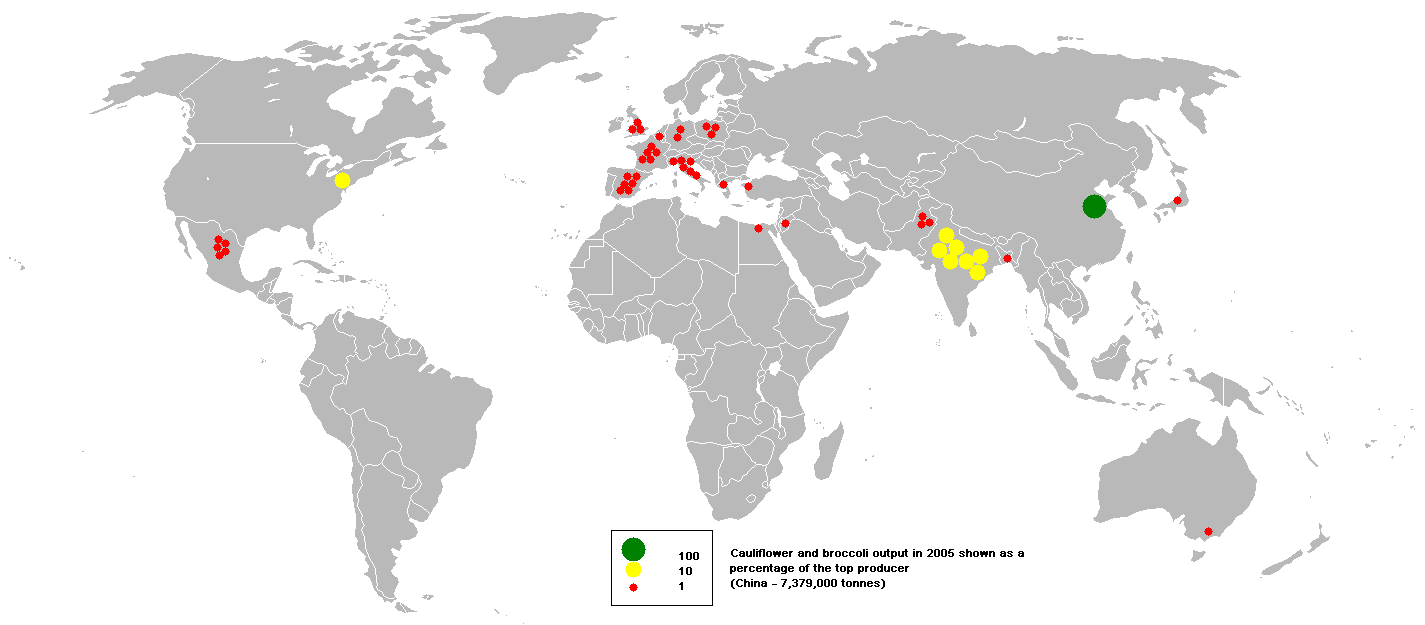
Exportaciones de coliflor y brócoli en 2005

Los tres principales países productores de brócoli son, por orden de importancia, China, India y Estados Unidos:
| Productores más importantes de coliflor y brócoli (11 de junio de 2008) | Productores más importantes de coliflor y brócoli (11 de junio de 2008) | Productores más importantes de coliflor y brócoli (11 de junio de 2008) |
| País                                                                    | Producción (toneladas)                                                  | Nota                                                                    |
| ----------------------------------------------------------------------- | ----------------------------------------------------------------------- | ----------------------------------------------------------------------- |
| China                                                                   | 8 585 000                                                               | F                                                                       |
| India                                                                   | 5 014 500                                                               |                                                                         |
| Estados Unidos                                                          | 1 240 710                                                               |                                                                         |
| España                                                                  | 450 100                                                                 |                                                                         |
| Italia                                                                  | 433 252                                                                 |                                                                         |
| Francia                                                                 | 370 000                                                                 | F                                                                       |
| México                                                                  | 305 000                                                                 | F                                                                       |
| Polonia                                                                 | 277 200                                                                 |                                                                         |
| Pakistán                                                                | 209 000                                                                 | F                                                                       |
| Reino Unido                                                             | 186 400                                                                 |                                                                         |
| Mundo                                                                   | 19 107 751                                                              |                                                                         |
| Sin símbolo = dato oficial, F = estimación de la FAO Fuente: FAO        |                                                                         |                                                                         |

### Cultivo
El brócoli es un cultivo de clima fresco al que le van mal los veranos calurosos. Crece mejor en una temperatura media durante el día, entre 18 y 23 °C. El conjunto de flores, también llamado “cabeza” del brócoli, aparece de color verde en el centro de la planta. Para cortar esta cabeza se utilizan tijeras de podar a una pulgada de la punta. El brócoli debe cosecharse antes de que las flores de la cabeza se vuelvan amarillas brillantes.
Las variedades de brócoli de cabeza ofrecen resultados deficientes en climas cálidos, debido principalmente a plagas de insectos, mientras que la variedad de brotes es más resistente, aunque se debe prestar atención a insectos chupadores (como pulgones), orugas y mosca blanca. Pulverizar con bacillus thuringiensis puede controlar los ataques de orugas, mientras que el aceite de citronella puede evitar apariciones de mosca blanca.

### Plagas
Las plagas comunes a la producción de brócoli son las siguientes:
- Orugas de Pieris rapae o mariposa blanquita de la col, también llamadas "gusanos de la col", introducida accidentalmente en América del Norte, Australia y Nueva Zelanda.[14]
- Pulgones
- Oruga de la col (Trichoplusia ni)
- Oruga de la col (Hellula undalis)
- Gusano de la col de rayas cruzadas (Evergestis rimosalis)
- Palomilla dorso de diamante (Plutella xylostella)
- Mosca de la col o mosca del repollo (Delia radicum)
- Chinche arlequín de la col (Murgantia histrionica)

## Conservación
Luego de cortadas, las cabezas florales comestibles de color verde tienen como condición óptima de conservación a una temperatura de 0 °C. A esa temperatura, el brócoli puede permanecer de color verde durante varias semanas, mientras que a 10 °C comienza a amarillear en menos de diez días, y a 20 °C en dos días. El brócoli se caracteriza por su muy baja producción de etileno, y su sensibilidad al etileno es elevada: La presencia de etileno en el ambiente, aun a muy bajas temperaturas, produce amarillamiento de las cabezas florales. En general, se considera que la vida promedio en postcosecha del brócoli en condiciones apropiadas es de 10-14 días.
La aplicación al brócoli cortado de 1-metilciclopropeno, inhibidor de la acción del etileno, extiende su vida en postcosecha al retrasar el inicio del amarillamiento.

## Taxonomía
Brassica oleracea var. italica fue descrita por Joseph Jakob von Plenk y publicado en Icones Plantarum Medicinalium 6: 29, t. 534. 1794.
Como todas las demás brassicas cultivadas, el brócoli se desarrolló a partir de la col silvestre (Brassica oleracea), también llamada col de campo.

## Etimología
El término brócoli, utilizada por primera vez en el siglo XVII, proviene del plural italiano de broccolo, que significa "la cresta floreciente de un repollo", y es la forma diminutiva de brocco, es decir, que significa "pequeño clavo" o "brote".

## Historia
El brócoli fue el resultado del mejoramiento de cultivos locales de Brassica en el norte del Mediterráneo a partir del siglo VI a. C.. El brócoli tiene su origen en cultivares primitivos cultivados en el Imperio Romano y probablemente fue mejorado mediante selección artificial en el sur de la península italiana o en Sicilia. El brócoli se extendió al norte de Europa en el siglo XVIII y los emigrantes italianos lo llevaron a América del Norte en el siglo XIX. Después de la Segunda Guerra Mundial, el mejoramiento de los híbridos F1 estadounidenses y japoneses aumentó los rendimientos, la calidad, la velocidad de crecimiento y la adaptación regional, lo que produjo los cultivares que se cultivan comúnmente desde entonces: 'Premium Crop', 'Packman' y 'Marathon'.